# Pallamano ai Giochi della XXVI Olimpiade
I tornei olimpici di pallamano dei Giochi di Atlanta si sono svolti tra il 24 luglio e il 4 agosto 1996.
Le gare sono state ospitate dalla sala G del Georgia World Congress Center (GWCC) di Atlanta, mentre la finale del torneo maschile è stata disputata al Georgia Dome.
Hanno preso parte al torneo 12 formazioni maschili e 8 formazioni femminili.
Il torneo maschile è stato vinto dalla Squadra Unificata, al suo primo oro olimpico in assoluto, mentre il torneo femminile è stato vinto per la prima volta dalla Danimarca.

## Calendario
| Pallamano ai Giochi della XXVI Olimpiade | Pallamano ai Giochi della XXVI Olimpiade | Pallamano ai Giochi della XXVI Olimpiade | Pallamano ai Giochi della XXVI Olimpiade | Pallamano ai Giochi della XXVI Olimpiade | Pallamano ai Giochi della XXVI Olimpiade | Pallamano ai Giochi della XXVI Olimpiade | Pallamano ai Giochi della XXVI Olimpiade | Pallamano ai Giochi della XXVI Olimpiade | Pallamano ai Giochi della XXVI Olimpiade | Pallamano ai Giochi della XXVI Olimpiade | Pallamano ai Giochi della XXVI Olimpiade | Pallamano ai Giochi della XXVI Olimpiade | Pallamano ai Giochi della XXVI Olimpiade |
| Lug/Ago'96                               | 24                                       | 25                                       | 26                                       | 27                                       | 28                                       | 29                                       | 30                                       | 31                                       | 1                                        | 2                                        | 3                                        | 4                                        | Totale                                   |
| ---------------------------------------- | ---------------------------------------- | ---------------------------------------- | ---------------------------------------- | ---------------------------------------- | ---------------------------------------- | ---------------------------------------- | ---------------------------------------- | ---------------------------------------- | ---------------------------------------- | ---------------------------------------- | ---------------------------------------- | ---------------------------------------- | ---------------------------------------- |
| Uomini                                   | 1ºT                                      | 1ºT                                      |                                          | 1ºT                                      |                                          | 1ºT                                      |                                          | 1ºT                                      |                                          | SF                                       |                                          | Fin                                      | 1                                        |
| Donne                                    |                                          |                                          | 1ºT                                      |                                          | 1ºT                                      |                                          | 1ºT                                      |                                          | SF                                       |                                          | Fin                                      |                                          | 1                                        |
| Totale                                   |                                          |                                          |                                          |                                          |                                          |                                          |                                          |                                          |                                          |                                          | 1                                        | 1                                        | 2                                        |

| Gironi preliminari | Semifinali | Finali |

## Squadre partecipanti

### Torneo maschile
|                                   | Data                          | Sede      | Posti | Qualificate                                            |
| --------------------------------- | ----------------------------- | --------- | ----- | ------------------------------------------------------ |
| Paese organizzatore               |                               |           | 1     | Stati Uniti                                            |
| Campionato mondiale 1995          | 7-21 maggio 1995              | Islanda   | 7     | Francia Croazia Svezia Germania Russia Egitto Svizzera |
| Campionato europeo 1996           | 24 maggio - 2 giugno 1996     | Spagna    | 7     | Spagna                                                 |
| Campionato asiatico 1995          | 25 settembre - 6 ottobre 1995 | Kuwait    | 1     | Kuwait                                                 |
| Campionato panamericano 1995      | 11-25 marzo 1995              | Argentina | 1     | Brasile                                                |
| Torneo africano di qualificazione | ?                             | ?         | 1     | Algeria                                                |
| Totale                            |                               |           | 12    |                                                        |

### Torneo femminile
|                                   | Data                 | Sede              | Posti | Qualificate                               |
| --------------------------------- | -------------------- | ----------------- | ----- | ----------------------------------------- |
| Paese organizzatore               |                      |                   | 1     | Stati Uniti                               |
| Campionato mondiale 1995          | 5-17 dicembre 1995   | Austria- Ungheria | 4     | Corea del Sud Ungheria Danimarca Norvegia |
| Campionato europeo 1994           | 17-25 settembre 1994 | Germania          | 1     | Germania                                  |
| Campionato asiatico 1995          | 6-8 maggio 1995      | Corea del Sud     | 1     | Cina                                      |
| Torneo africano di qualificazione | 6-8 agosto 1995      | Costa d'Avorio    | 1     | Angola                                    |
| Totale                            |                      |                   | 8     |                                           |

## Risultati in dettaglio

### Torneo maschile
| Pos | Squadre     |
| --- | ----------- |
|     | Croazia     |
|     | Svezia      |
|     | Spagna      |
| 4   | Francia     |
| 5   | Russia      |
| 6   | Egitto      |
| 7   | Germania    |
| 8   | Svizzera    |
| 9   | Stati Uniti |
| 10  | Algeria     |
| 11  | Brasile     |
| 12  | Kuwait      |

### Torneo femminile
| Pos | Squadre       |
| --- | ------------- |
|     | Danimarca     |
|     | Corea del Sud |
|     | Ungheria      |
| 4   | Norvegia      |
| 5   | Cina          |
| 6   | Germania      |
| 7   | Angola        |
| 8   | Stati Uniti   |

## Podi
| Evento           | Oro       | Argento       | Bronzo   |
| Torneo maschile  | Croazia   | Svezia        | Spagna   |
| Torneo femminile | Danimarca | Corea del Sud | Ungheria |

## Medagliere
| Posizione | Paese         |   |   |   | Totale |
| --------- | ------------- | - | - | - | ------ |
| 1         | Croazia       | 1 | 0 | 0 | 1      |
| 1         | Danimarca     | 1 | 0 | 0 | 1      |
| 3         | Svezia        | 0 | 1 | 0 | 1      |
| 3         | Corea del Sud | 0 | 1 | 0 | 1      |
| 5         | Ungheria      | 0 | 0 | 1 | 1      |
| 5         | Spagna        | 0 | 0 | 1 | 1      |
| Totale    | Totale        | 2 | 2 | 2 | 6      |